# Tubulipora phalangea
Tubulipora phalangea är en mossdjursart som beskrevs av John Nathaniel Couch 1844. Tubulipora phalangea ingår i släktet Tubulipora och familjen Tubuliporidae. Arten är reproducerande i Sverige. Inga underarter finns listade i Catalogue of Life.